# Видница
Видни́ца (пол. Widnica) — деревня в Польше в сельской гмине Мехув Мехувского повета Малопольского воеводства.
В 1975—1998 годах деревня входила в состав Келецкого воеводства.